# Blažovice
Blažovice (in tedesco Bläswitz) è un comune della Repubblica Ceca facente parte del distretto di Brno-venkov, in Moravia Meridionale.